# Sultanlar Ligi 2018-2019
La Sultanlar Ligi 2018-2019, 35ª edizione della massima serie del campionato turco di pallavolo femminile, si è svolta dal 2 novembre 2018 al 5 maggio 2019: al torneo hanno partecipato 12 squadre di club turche e la vittoria finale è andata per la decima volta, la seconda consecutiva, al VakıfBank.

## Regolamento

### Formula
Le squadre hanno disputato un girone all'italiana, con gare di andata e ritorno, per un totale di ventidue giornate; al termine della regular season:
- Le prime otto classificate hanno avuto accesso ai play-off scudetto, strutturati in quarti di finale, semifinali, finale 3º posto, giocati al meglio di due vittorie su tre gare, e finale giocata al meglio di tre vittorie su cinque gare, con incroci basati sul piazzamento in stagione regolare.
- Le quattro eliminate ai quarti di finale hanno acceduto alla fase finale per il quinto posto, strutturata in semifinali, finale per il settimo posto e finale per il quinto posto, giocate al meglio delle due vittorie su tre gare, con incroci basati sul piazzamento in stagione regolare.
- Le ultime quattro classificate hanno partecipato ai play-out, che si sono svolti con un doppio round-robin e hanno visto le ultime due classificate retrocedere in Voleybol 1. Ligi; i punti ottenuti nel corso della stagione regolare contribuiscono alla classifica finale delle formazioni impegnate[3].

### Criteri di classifica
Se il risultato finale è stato di 3-0 o 3-1 sono stati assegnati 3 punti alla squadra vincente e 0 a quella sconfitta, se il risultato finale è stato di 3-2 sono stati assegnati 2 punti alla squadra vincente e 1 a quella sconfitta.
Al punteggio ottenuto per effetto dei risultati delle partite è stato sommato un punteggio bonus derivante dai risultati del settore giovanile di ciascuna formazione.
L'ordine del posizionamento in classifica è stato definito in base a:
- Punti;
- Numero di partite vinte;
- Ratio dei set vinti/persi;
- Ratio dei punti realizzati/subiti[3].

## Squadre partecipanti
Alla Sultanlar Ligi 2018-2019 hanno partecipato dodici squadre: dalla Voleybol 1. Ligi 2017-18 sono state promosse il Türk Hava Yolları e il Karayolları, rispettivamente prima e seconda classificata al termine del girone finale dei play-off promozione. Fra le formazioni aventi diritto, il Seramiksan ha rinunciato alla partecipazione al torneo e ha ceduto il titolo sportivo al Çanakkale, retrocesso al termine della stagione 2017-18, mentre il Bursa BB ha cessato le proprie attività
cedendo il titolo sportivo, e contestualmente anche la qualificazione alla Challenge Cup conquistata con il quinto posto della stagione precedente, all'Aydın BB, nell'annata 2017-18 impegnata in Voleybol 2. Ligi.
| Club              | Stagione | Città     | Impianto                        | Stagione precedente                |
| ----------------- | -------- | --------- | ------------------------------- | ---------------------------------- |
| Aydın BB          | dettagli | Aydın     | Mimar Sinan Kapalı Spor Salonu  | 11ª in Voleybol 2. Ligi (Gruppo 3) |
| Beşiktaş          | dettagli | Istanbul  | Burhan Felek Spor Salonu        | 6ª in Sultanlar Ligi               |
| Beylikdüzü Vİ     | dettagli | Istanbul  | Beylikdüzü Spor Salonu          | 9ª in Sultanlar Ligi               |
| Çanakkale         | dettagli | Çanakkale | Anafartalar Spor Salonu         | 11ª in Sultanlar Ligi              |
| Eczacıbaşı        | dettagli | Istanbul  | Eczacıbaşı Spor Salonu          | 2ª in Sultanlar Ligi               |
| Fenerbahçe        | dettagli | Istanbul  | Burhan Felek Spor Salonu        | 3ª in Sultanlar Ligi               |
| Galatasaray       | dettagli | Istanbul  | Burhan Felek Spor Salonu        | 4ª in Sultanlar Ligi               |
| Halkbank          | dettagli | Ankara    | Başkent Voleybol Salonu         | 8ª in Sultanlar Ligi               |
| Karayolları       | dettagli | Ankara    | Başkent Voleybol Salonu         | 2ª in Voleybol 1. Ligi             |
| Nilüfer           | dettagli | Bursa     | Cengiz Göllü Kapalı Spor Salonu | 7ª in Sultanlar Ligi               |
| Türk Hava Yolları | dettagli | Istanbul  | Burhan Felek Spor Salonu        | 1ª in Voleybol 1. Ligi             |
| VakıfBank         | dettagli | Istanbul  | VakıfBank Spor Sarayı           | Campione di Turchia                |

## Torneo

### Regular season

#### Risultati
| Prima giornata |                              |     |                                  |
|                |                              |     |                                  |
| 02-11          | Fenerbahçe - Beşiktaş        | 3-0 | 27-25, 25-20, 27-25              |
| 03-11          | Halkbank - Beylikdüzü Vİ     | 1-3 | 25-23, 16-25, 9-25, 18-25        |
| 03-11          | Aydın BB - Türk Hava Yolları | 3-0 | 25-22, 25-20, 25-22              |
| 03-11          | Nilüfer - Eczacıbaşı         | 0-3 | 14-25, 12-25, 12-25              |
| 03-11          | Galatasaray - Çanakkale      | 3-1 | 25-21, 23-25, 25-18, 25-21       |
| 03-11          | VakıfBank - Karayolları      | 3-2 | 23-25, 25-15, 29-31, 25-13, 15-6 |

| Seconda giornata |                             |     |                            |
|                  |                             |     |                            |
| 06-11            | Karayolları - Galatasaray   | 3-1 | 15-25, 25-21, 26-24, 25-22 |
| 06-11            | Çanakkale - Aydın BB        | 0-3 | 15-25, 19-25, 26-28        |
| 06-11            | Beylikdüzü Vİ - Fenerbahçe  | 1-3 | 32-34, 18-25, 25-21, 16-25 |
| 06-11            | Türk Hava Yolları - Nilüfer | 3-0 | 26-24, 25-13, 25-18        |
| 06-11            | Beşiktaş - VakıfBank        | 0-3 | 18-25, 11-25, 18-25        |
| 06-11            | Eczacıbaşı - Halkbank       | 3-0 | 25-12, 25-10, 25-17        |

| Terza giornata |                              |     |                                   |
|                |                              |     |                                   |
| 09-11          | Beylikdüzü Vİ - Eczacıbaşı   | 0-3 | 16-25, 20-25, 12-25               |
| 10-11          | Halkbank - Türk Hava Yolları | 0-3 | 23-25, 21-25, 17-25               |
| 10-11          | Aydın BB - Karayolları       | 3-0 | 25-15, 25-21, 25-13               |
| 10-11          | Nilüfer - Çanakkale          | 3-0 | 25-18, 25-15, 25-20               |
| 10-11          | Galatasaray - Beşiktaş       | 2-3 | 15-25, 23-25, 25-18, 25-18, 12-15 |
| 10-11          | Fenerbahçe - VakıfBank       | 2-3 | 18-25, 25-21, 25-20, 21-25, 14-16 |

| Quarta giornata |                                   |     |                            |
|                 |                                   |     |                            |
| 13-11           | Karayolları - Nilüfer             | 3-1 | 21-25, 25-21, 25-20, 25-13 |
| 13-11           | Çanakkale - Halkbank              | 3-0 | 25-21, 25-21, 27-25        |
| 13-11           | Türk Hava Yolları - Beylikdüzü Vİ | 3-0 | 29-27, 25-20, 25-23        |
| 13-11           | Eczacıbaşı - Fenerbahçe           | 3-0 | 26-24, 27-25, 26-24        |
| 14-11           | VakıfBank - Galatasaray           | 3-0 | 25-23, 25-18, 25-18        |
| 21-11           | Beşiktaş - Aydın BB               | 3-0 | 25-22, 25-23, 25-14        |

| Quinta giornata |                                |     |                            |
|                 |                                |     |                            |
| 16-11           | Eczacıbaşı - Türk Hava Yolları | 3-0 | 25-14, 25-21, 25-23        |
| 17-11           | Halkbank - Karayolları         | 0-3 | 24-26, 23-25, 27-29        |
| 17-11           | Aydın BB - VakıfBank           | 0-3 | 13-25, 18-25, 21-25        |
| 17-11           | Beylikdüzü Vİ - Çanakkale      | 3-0 | 26-24, 26-24, 25-20        |
| 17-11           | Fenerbahçe - Galatasaray       | 3-0 | 25-19, 25-16, 28-26        |
| 18-11           | Nilüfer - Beşiktaş             | 1-3 | 25-23, 18-25, 19-25, 15-25 |

| Sesta giornata |                                |     |                            |
|                |                                |     |                            |
| 24-11          | Karayolları - Beylikdüzü Vİ    | 1-3 | 25-16, 14-25, 18-25, 17-25 |
| 24-11          | Çanakkale - Eczacıbaşı         | 0-3 | 24-26, 11-25, 21-25        |
| 24-11          | Galatasaray - Aydın BB         | 3-0 | 25-17, 25-17, 25-15        |
| 24-11          | Beşiktaş - Halkbank            | 3-1 | 28-26, 15-25, 25-21, 25-20 |
| 24-11          | VakıfBank - Nilüfer            | 3-0 | 25-14, 25-20, 25-20        |
| 25-11          | Türk Hava Yolları - Fenerbahçe | 0-3 | 21-25, 23-25, 17-25        |

| Settima giornata |                               |     |                                   |
|                  |                               |     |                                   |
| 28-11            | Eczacıbaşı - Karayolları      | 3-0 | 25-23, 25-17, 25-23               |
| 29-11            | Halkbank - VakıfBank          | 0-3 | 18-25, 12-25, 21-25               |
| 01-12            | Nilüfer - Galatasaray         | 0-3 | 23-25, 24-26, 19-25               |
| 01-12            | Beylikdüzü Vİ - Beşiktaş      | 0-3 | 21-25, 21-25, 17-25               |
| 01-12            | Türk Hava Yolları - Çanakkale | 3-2 | 25-16, 21-25, 25-21, 23-25, 15-12 |
| 01-12            | Fenerbahçe - Aydın BB         | 3-0 | 25-15, 25-20, 27-25               |

| Ottava giornata |                                 |     |                                  |
|                 |                                 |     |                                  |
| 27-11           | VakıfBank - Beylikdüzü Vİ       | 3-0 | 25-17, 25-15, 25-20              |
| 08-12           | Karayolları - Türk Hava Yolları | 1-3 | 25-20, 18-25, 17-25, 19-25       |
| 08-12           | Aydın BB - Nilüfer              | 2-3 | 25-19, 20-25, 25-15, 15-25, 7-15 |
| 08-12           | Çanakkale - Fenerbahçe          | 0-3 | 17-25, 17-25, 19-25              |
| 08-12           | Galatasaray - Halkbank          | 3-0 | 25-19, 25-19, 25-11              |
| 28-12           | Beşiktaş - Eczacıbaşı           | 0-3 | 16-25, 16-25, 17-25              |

| Nona giornata |                              |     |                                   |
|               |                              |     |                                   |
| 14-12         | Beylikdüzü Vİ - Galatasaray  | 2-3 | 35-33, 20-25, 25-22, 18-25, 7-15  |
| 14-12         | Fenerbahçe - Nilüfer         | 2-3 | 20-25, 25-23, 22-25, 25-14, 12-15 |
| 15-12         | Halkbank - Aydın BB          | 0-3 | 23-25, 21-25, 20-25               |
| 15-12         | Çanakkale - Karayolları      | 2-3 | 27-25, 20-25, 19-25, 25-18, 11-15 |
| 15-12         | Eczacıbaşı - VakıfBank       | 3-1 | 25-21, 25-13, 20-25, 25-20        |
| 15-12         | Türk Hava Yolları - Beşiktaş | 3-1 | 25-19, 25-23, 18-25, 25-22        |

| Decima giornata |                               |     |                                   |
|                 |                               |     |                                   |
| 22-12           | Karayolları - Fenerbahçe      | 0-3 | 17-25, 14-25, 17-25               |
| 22-12           | Aydın BB - Beylikdüzü Vİ      | 2-3 | 25-17, 12-25, 25-23, 15-25, 6-15  |
| 22-12           | Nilüfer - Halkbank            | 3-2 | 23-25, 25-19, 19-25, 25-22, 18-16 |
| 22-12           | Galatasaray - Eczacıbaşı      | 2-3 | 15-25, 22-25, 25-20, 25-21, 16-18 |
| 22-12           | Beşiktaş - Çanakkale          | 3-0 | 25-18, 30-28, 25-18               |
| 22-12           | VakıfBank - Türk Hava Yolları | 3-1 | 25-17, 25-18, 20-25, 25-14        |

| Undicesima giornata |                                 |     |                                   |
|                     |                                 |     |                                   |
| 24-12               | Çanakkale - VakıfBank           | 0-3 | 20-25, 16-25, 21-25               |
| 24-12               | Fenerbahçe - Halkbank           | 3-0 | 25-12, 25-12, 25-17               |
| 25-12               | Karayolları - Beşiktaş          | 3-2 | 26-24, 25-23, 23-25, 23-25, 15-12 |
| 25-12               | Beylikdüzü Vİ - Nilüfer         | 1-3 | 23-25, 25-20, 21-25, 17-25        |
| 25-12               | Türk Hava Yolları - Galatasaray | 0-3 | 22-25, 19-25, 17-25               |
| 25-12               | Eczacıbaşı - Aydın BB           | 3-1 | 25-6, 25-18, 20-25, 25-11         |

| Dodicesima giornata |                              |     |                                   |
|                     |                              |     |                                   |
| 12-01               | Beşiktaş - Fenerbahçe        | 2-3 | 14-25, 25-20, 19-25, 25-23, 11-15 |
| 13-01               | Karayolları - VakıfBank      | 0-3 | 17-25, 21-25, 25-27               |
| 13-01               | Çanakkale - Galatasaray      | 0-3 | 7-25, 11-25, 16-25                |
| 13-01               | Beylikdüzü Vİ - Halkbank     | 3-1 | 25-19, 25-22, 23-25, 26-24        |
| 13-01               | Türk Hava Yolları - Aydın BB | 3-1 | 27-29, 25-20, 25-13, 29-27        |
| 13-01               | Eczacıbaşı - Nilüfer         | 3-1 | 22-25, 25-18, 25-15, 25-23        |

| Tredicesima giornata |                             |     |                                   |
|                      |                             |     |                                   |
| 16-01                | Halkbank - Eczacıbaşı       | 0-3 | 14-25, 15-25, 15-25               |
| 16-01                | Aydın BB - Çanakkale        | 2-3 | 23-25, 25-14, 25-11, 19-25, 12-15 |
| 16-01                | Nilüfer - Türk Hava Yolları | 3-0 | 25-17, 25-23, 25-17               |
| 16-01                | Galatasaray - Karayolları   | 3-0 | 25-12, 25-15, 25-20               |
| 16-01                | Fenerbahçe - Beylikdüzü Vİ  | 3-0 | 25-21, 25-20, 25-22               |
| 16-01                | VakıfBank - Beşiktaş        | 3-2 | 18-25, 25-14, 25-20, 16-25, 15-9  |

| Quattordicesima giornata |                              |     |                                   |
|                          |                              |     |                                   |
| 19-01                    | Beşiktaş - Galatasaray       | 0-3 | 23-25, 15-25, 17-25               |
| 19-01                    | Eczacıbaşı - Beylikdüzü Vİ   | 3-1 | 24-26, 25-13, 25-17, 25-20        |
| 20-01                    | Karayolları - Aydın BB       | 2-3 | 16-25, 19-25, 25-23, 27-25, 13-15 |
| 20-01                    | Türk Hava Yolları - Halkbank | 3-1 | 25-17, 25-17, 23-25, 25-23        |
| 20-01                    | VakıfBank - Fenerbahçe       | 3-0 | 25-20, 25-23, 25-23               |
| 21-01                    | Çanakkale - Nilüfer          | 1-3 | 25-22, 22-25, 22-25, 22-25        |

| Quindicesima giornata |                                   |     |                                   |
|                       |                                   |     |                                   |
| 27-01                 | Halkbank - Çanakkale              | 1-3 | 21-25, 25-17, 21-25, 19-25        |
| 27-01                 | Aydın BB - Beşiktaş               | 1-3 | 25-22, 22-25, 15-25, 18-25        |
| 27-01                 | Nilüfer - Karayolları             | 3-2 | 25-20, 25-21, 24-26, 12-25, 15-12 |
| 27-01                 | Beylikdüzü Vİ - Türk Hava Yolları | 3-0 | 25-18, 25-21, 32-30               |
| 27-01                 | Galatasaray - VakıfBank           | 0-3 | 21-25, 12-25, 20-25               |
| 27-01                 | Fenerbahçe - Eczacıbaşı           | 0-3 | 22-25, 29-31, 23-25               |

| Sedicesima giornata |                                |     |                                   |
|                     |                                |     |                                   |
| 30-01               | Karayolları - Halkbank         | 3-2 | 16-25, 27-25, 22-25, 25-18, 15-11 |
| 30-01               | Çanakkale - Beylikdüzü Vİ      | 1-3 | 23-25, 13-25, 31-29, 15-25        |
| 30-01               | Galatasaray - Fenerbahçe       | 2-3 | 25-27, 15-25, 25-23, 25-20, 13-15 |
| 30-01               | Türk Hava Yolları - Eczacıbaşı | 0-3 | 10-25, 15-25, 19-25               |
| 30-01               | VakıfBank - Aydın BB           | 3-1 | 25-22, 25-14, 23-25, 25-11        |
| 31-01               | Beşiktaş - Nilüfer             | 2-3 | 25-23, 25-15, 25-27, 15-25, 8-15  |

| Diciassettesima giornata |                                |     |                            |
|                          |                                |     |                            |
| 02-02                    | Eczacıbaşı - Çanakkale         | 3-0 | 25-22, 25-21, 25-16        |
| 03-02                    | Halkbank - Beşiktaş            | 1-3 | 18-25, 22-25, 25-20, 28-30 |
| 03-02                    | Aydın BB - Galatasaray         | 1-3 | 25-18, 18-25, 19-25, 18-25 |
| 03-02                    | Nilüfer - VakıfBank            | 0-3 | 20-25, 19-25, 16-25        |
| 03-02                    | Beylikdüzü Vİ - Karayolları    | 3-1 | 21-25, 25-16, 25-18, 25-20 |
| 03-02                    | Fenerbahçe - Türk Hava Yolları | 3-0 | 25-15, 25-18, 25-18        |

| Diciottesima giornata |                               |     |                                   |
|                       |                               |     |                                   |
| 09-02                 | Galatasaray - Nilüfer         | 3-1 | 25-21, 20-25, 25-9, 25-15         |
| 10-02                 | Karayolları - Eczacıbaşı      | 0-3 | 16-25, 14-25, 22-25               |
| 10-02                 | Aydın BB - Fenerbahçe         | 2-3 | 19-25, 25-17, 11-25, 28-26, 9-15  |
| 10-02                 | Çanakkale - Türk Hava Yolları | 0-3 | 21-25, 22-25, 17-25               |
| 10-02                 | Beşiktaş - Beylikdüzü Vİ      | 2-3 | 25-21, 17-25, 25-23, 18-25, 11-15 |
| 10-02                 | VakıfBank - Halkbank          | 3-0 | 25-19, 25-16, 25-16               |

| Diciannovesima giornata |                                 |     |                            |
|                         |                                 |     |                            |
| 17-02                   | Halkbank - Galatasaray          | 1-3 | 30-32, 20-25, 25-20, 28-30 |
| 17-02                   | Nilüfer - Aydın BB              | 3-0 | 25-18, 25-18, 25-20        |
| 17-02                   | Beylikdüzü Vİ - VakıfBank       | 0-3 | 17-25, 17-25, 21-25        |
| 17-02                   | Fenerbahçe - Çanakkale          | 3-0 | 25-15, 25-19, 25-21        |
| 17-02                   | Türk Hava Yolları - Karayolları | 3-0 | 25-18, 25-21, 28-26        |
| 17-02                   | Eczacıbaşı - Beşiktaş           | 3-0 | 25-19, 25-16, 25-19        |

| Ventesima giornata |                              |     |                                  |
|                    |                              |     |                                  |
| 23-02              | Aydın BB - Halkbank          | 3-0 | 25-20, 26-24, 25-19              |
| 23-02              | Nilüfer - Fenerbahçe         | 0-3 | 16-25, 21-25, 20-25              |
| 23-02              | Galatasaray - Beylikdüzü Vİ  | 3-1 | 25-14, 21-25, 25-17, 25-21       |
| 23-02              | VakıfBank - Eczacıbaşı       | 3-0 | 25-21, 25-13, 25-19              |
| 24-02              | Karayolları - Çanakkale      | 3-2 | 25-14, 25-23, 18-25, 12-25, 15-8 |
| 24-02              | Beşiktaş - Türk Hava Yolları | 1-3 | 26-24, 17-25, 18-25, 22-25       |

| Ventunesima giornata |                               |     |                                  |
|                      |                               |     |                                  |
| 02-03                | Halkbank - Nilüfer            | 2-3 | 18-25, 25-19, 19-25, 25-19, 8-15 |
| 03-03                | Çanakkale - Beşiktaş          | 1-3 | 25-18, 16-25, 20-25, 15-25       |
| 03-03                | Beylikdüzü Vİ - Aydın BB      | 3-1 | 21-25, 25-23, 25-12, 25-15       |
| 03-03                | Eczacıbaşı - Galatasaray      | 3-1 | 25-20, 25-20, 22-25, 25-11       |
| 03-03                | Türk Hava Yolları - VakıfBank | 0-3 | 14-25, 16-25, 21-25              |
| 03-03                | Fenerbahçe - Karayolları      | 3-0 | 25-18, 25-16, 25-20              |

| Ventiduesima giornata |                                 |     |                                   |
|                       |                                 |     |                                   |
| 06-03                 | VakıfBank - Çanakkale           | 3-0 | 25-19, 25-21, 25-19               |
| 09-03                 | Halkbank - Fenerbahçe           | 0-3 | 19-25, 20-25, 19-25               |
| 09-03                 | Aydın BB - Eczacıbaşı           | 0-3 | 16-25, 16-25, 13-25               |
| 10-03                 | Nilüfer - Beylikdüzü Vİ         | 3-1 | 19-25, 25-18, 25-17, 25-17        |
| 10-03                 | Beşiktaş - Karayolları          | 3-2 | 25-22, 18-25, 25-21, 22-25, 15-11 |
| 10-03                 | Galatasaray - Türk Hava Yolları | 2-3 | 20-25, 25-15, 23-25, 25-10, 11-15 |

#### Classifica
| Pos. | Squadra           | Pt tot | Pt bon | Pt | G  | V  | P  | SV | SP | Ratio | PF    | PS    | Ratio |
| ---- | ----------------- | ------ | ------ | -- | -- | -- | -- | -- | -- | ----- | ----- | ----- | ----- |
| 1.   | Eczacıbaşı        | 64,300 | 2,300  | 62 | 22 | 21 | 1  | 63 | 10 | 6,300 | 1 781 | 1 346 | 1,323 |
| 2.   | VakıfBank         | 62,440 | 2,440  | 60 | 22 | 21 | 1  | 64 | 11 | 5,818 | 1 797 | 1 405 | 1,279 |
| 3.   | Fenerbahçe        | 52,320 | 2,320  | 50 | 22 | 17 | 5  | 55 | 22 | 2,500 | 1 835 | 1 556 | 1,179 |
| 4.   | Galatasaray       | 44,340 | 2,340  | 42 | 22 | 13 | 9  | 49 | 34 | 1,441 | 1 886 | 1 704 | 1,107 |
| 5.   | Beşiktaş          | 34,460 | 1,460  | 33 | 22 | 10 | 12 | 42 | 45 | 0,933 | 1 854 | 1 908 | 0,972 |
| 6.   | Türk Hava Yolları | 34,300 | 0,300  | 34 | 22 | 12 | 10 | 37 | 39 | 0,949 | 1 660 | 1 713 | 0,969 |
| 7.   | Nilüfer           | 31,460 | 1,460  | 30 | 22 | 12 | 10 | 40 | 45 | 0,889 | 1 763 | 1 858 | 0,949 |
| 8.   | Beylikdüzü Vİ     | 30,060 | 1,060  | 29 | 22 | 10 | 12 | 37 | 46 | 0,804 | 1 816 | 1 847 | 0,983 |
| 9.   | Karayolları       | 22,500 | 1,500  | 21 | 22 | 7  | 15 | 32 | 55 | 0,582 | 1 758 | 1 978 | 0,889 |
| 10.  | Aydın BB          | 21,300 | 0,300  | 21 | 22 | 6  | 16 | 32 | 50 | 0,640 | 1 640 | 1 839 | 0,892 |
| 11.  | Çanakkale         | 11,520 | 0,520  | 11 | 22 | 3  | 19 | 19 | 60 | 0,317 | 1 567 | 1 872 | 0,837 |
| 12.  | Halkbank          | 5,080  | 2,080  | 3  | 22 | 0  | 22 | 13 | 66 | 0,197 | 1 582 | 1 913 | 0,827 |

      Qualificata ai play-off scudetto.
      Qualificata ai play-out.

### Play-off scudetto

#### Tabellone
|  | Quarti | Quarti            | Quarti | Quarti | Quarti |   |            | Semifinali | Semifinali  | Semifinali | Semifinali | Semifinali      |                 |                 | Finale          | Finale          | Finale          | Finale          | Finale | Finale | Finale |
|  |        |                   |        |        |        |   |            |            |             |            |            |                 |                 |                 |                 |                 |                 |                 |        |        |        |
|  | 1      | Eczacıbaşı        | 3      | 3      |        |   |            |            |             |            |            |                 |                 |                 |                 |                 |                 |                 |        |        |        |
|  | 1      | Eczacıbaşı        | 3      | 3      |        |   |            |            |             |            |            |                 |                 |                 |                 |                 |                 |                 |        |        |        |
|  | 8      | Beylikdüzü Vİ     | 0      | 1      |        |   |            |            |             |            |            |                 |                 |                 |                 |                 |                 |                 |        |        |        |
|  | 8      | Beylikdüzü Vİ     | 0      | 1      |        | 1 | Eczacıbaşı | 3          | 3           |            |            |                 |                 |                 |                 |                 |                 |                 |        |        |        |
|  |        |                   |        |        |        | 1 | Eczacıbaşı | 3          | 3           |            |            |                 |                 |                 |                 |                 |                 |                 |        |        |        |
|  |        |                   |        |        |        |   |            | 4          | Galatasaray | 0          | 1          |                 |                 |                 |                 |                 |                 |                 |        |        |        |
|  | 4      | Galatasaray       | 3      | 3      |        |   |            | 4          | Galatasaray | 0          | 1          |                 |                 |                 |                 |                 |                 |                 |        |        |        |
|  | 4      | Galatasaray       | 3      | 3      |        |   |            |            |             |            |            |                 |                 |                 |                 |                 |                 |                 |        |        |        |
|  | 5      | Beşiktaş          | 1      | 0      |        |   |            |            |             |            |            |                 |                 |                 |                 |                 |                 |                 |        |        |        |
|  | 5      | Beşiktaş          | 1      | 0      |        |   |            |            |             |            |            |                 | 1               | Eczacıbaşı      | 3               | 1               | 1               | 3               | 0      |        |        |
|  |        |                   |        |        |        |   |            |            |             |            |            |                 | 1               | Eczacıbaşı      | 3               | 1               | 1               | 3               | 0      |        |        |
|  |        |                   |        |        |        |   |            |            |             |            |            |                 |                 |                 | 2               | VakıfBank       | 2               | 3               | 3      | 2      | 3      |
|  | 2      | VakıfBank         | 3      | 3      |        |   |            |            |             |            |            |                 |                 |                 | 2               | VakıfBank       | 2               | 3               | 3      | 2      | 3      |
|  | 2      | VakıfBank         | 3      | 3      |        |   |            |            |             |            |            |                 |                 |                 |                 |                 |                 |                 |        |        |        |
|  | 7      | Nilüfer           | 0      | 0      |        |   |            |            |             |            |            |                 |                 |                 |                 |                 |                 |                 |        |        |        |
|  | 7      | Nilüfer           | 0      | 0      |        | 2 | VakıfBank  | 3          | 3           |            |            | Finale 3° posto | Finale 3° posto | Finale 3° posto | Finale 3° posto | Finale 3° posto | Finale 3° posto | Finale 3° posto |        |        |        |
|  |        |                   |        |        |        | 2 | VakıfBank  | 3          | 3           |            |            |                 |                 |                 |                 |                 |                 |                 |        |        |        |
|  |        |                   |        |        |        |   |            | 3          | Fenerbahçe  | 1          | 1          |                 |                 |                 | 4               | Galatasaray     | 0               | 0               |        |        |        |
|  | 3      | Fenerbahçe        | 3      | 2      | 3      |   |            |            | Fenerbahçe  | 1          | 1          |                 |                 |                 | 4               | Galatasaray     | 0               | 0               |        |        |        |
|  | 3      | Fenerbahçe        | 3      | 2      | 3      |   |            |            |             |            |            |                 |                 | 3               | Fenerbahçe      | 3               | 3               |                 |        |        |        |
|  | 6      | Türk Hava Yolları | 0      | 3      | 0      |   |            |            |             |            |            |                 |                 |                 | Fenerbahçe      | 3               | 3               |                 |        |        |        |
|  | 6      | Türk Hava Yolları | 0      | 3      | 0      |   |            |            |             |            |            |                 |                 |                 |                 |                 |                 |                 |        |        |        |

#### Quarti di finale
| Gara 1 |                                |     |                            |
|        |                                |     |                            |
| 28-03  | Beylikdüzü Vİ - Eczacıbaşı     | 0-3 | 24-26, 15-25, 14-25        |
| 16-03  | Nilüfer - VakıfBank            | 0-3 | 18-25, 20-25, 24-26        |
| 16-03  | Türk Hava Yolları - Fenerbahçe | 0-3 | 20-25, 16-25, 26-28        |
| 17-03  | Beşiktaş - Galatasaray         | 1-3 | 25-22, 15-25, 15-25, 25-27 |

| Gara 2 |                                |     |                                   |
|        |                                |     |                                   |
| 30-03  | Eczacıbaşı - Beylikdüzü Vİ     | 3-1 | 25-15, 21-25, 25-18, 25-23        |
| 28-03  | VakıfBank - Nilüfer            | 3-0 | 25-21, 25-17, 25-12               |
| 28-03  | Fenerbahçe - Türk Hava Yolları | 2-3 | 25-17, 18-25, 25-16, 20-25, 13-15 |
| 29-03  | Galatasaray - Beşiktaş         | 3-0 | 26-24, 25-20, 25-18               |

| \| Gara 3 \| \| \| \| \| \| \| \| \| \| 06-04 \| Fenerbahçe - Türk Hava Yolları \| 3-0 \| 25-16, 25-22, 26-24 \| |                                |     |                     |
| Gara 3 |                                |     |                     |
| |                                |     |                     |
| 06-04 | Fenerbahçe - Türk Hava Yolları | 3-0 | 25-16, 25-22, 26-24 |

#### Semifinali
| Gara 1 |                          |     |                            |
|        |                          |     |                            |
| 10-04  | Galatasaray - Eczacıbaşı | 0-3 | 17-25, 18-25, 18-25        |
| 14-04  | Fenerbahçe - VakıfBank   | 1-3 | 21-25, 22-25, 25-20, 22-25 |

| Gara 2 |                          |     |                            |
|        |                          |     |                            |
| 13-04  | Eczacıbaşı - Galatasaray | 3-1 | 25-19, 22-25, 25-17, 25-19 |
| 17-04  | VakıfBank - Fenerbahçe   | 3-1 | 23-25, 25-22, 25-19, 25-18 |

#### Finale 3º posto
| Gara 1 |                          |     |                     |
|        |                          |     |                     |
| 24-04  | Galatasaray - Fenerbahçe | 0-3 | 17-25, 20-25, 13-25 |

| Gara 2 |                          |     |                     |
|        |                          |     |                     |
| 27-04  | Fenerbahçe - Galatasaray | 3-0 | 25-23, 25-21, 25-11 |

#### Finale
| Gara 1 |                        |     |                                   |
|        |                        |     |                                   |
| 24-04  | VakıfBank - Eczacıbaşı | 2-3 | 25-23, 17-25, 19-25, 25-18, 12-15 |

| Gara 2 |                        |     |                           |
|        |                        |     |                           |
| 26-04  | VakıfBank - Eczacıbaşı | 3-1 | 16-25, 25-9, 25-18, 25-17 |

| Gara 3 |                        |     |                            |
|        |                        |     |                            |
| 29-04  | Eczacıbaşı - VakıfBank | 1-3 | 17-25, 25-23, 20-25, 18-25 |

| Gara 4 |                        |     |                                   |
|        |                        |     |                                   |
| 02-05  | Eczacıbaşı - VakıfBank | 3-2 | 25-16, 18-25, 25-23, 21-25, 15-13 |

| \| Gara 5 \| \| \| \| \| \| \| \| \| \| 05-05 \| Eczacıbaşı - VakıfBank \| 0-3 \| 17-25, 18-25, 21-25 \| |                        |     |                     |
| Gara 5                                                                                                   |                        |     |                     |
| |                        |     |                     |
| 05-05 | Eczacıbaşı - VakıfBank | 0-3 | 17-25, 18-25, 21-25 |

### Play-off 5º posto

#### Tabellone
|  | Semifinali | Semifinali        | Semifinali | Semifinali | Semifinali |                 |               | Finale 5º posto | Finale 5º posto   | Finale 5º posto | Finale 5º posto | Finale 5º posto |
|  |            |                   |            |            |            |                 |               |                 |                   |                 |                 |                 |
|  | 5          | Beşiktaş          | 0          | 2          |            |                 |               |                 |                   |                 |                 |                 |
|  | 5          | Beşiktaş          | 0          | 2          |            |                 |               |                 |                   |                 |                 |                 |
|  | 8          | Beylikdüzü Vİ     | 3          | 3          |            |                 |               |                 |                   |                 |                 |                 |
|  | 8          | Beylikdüzü Vİ     | 3          | 3          |            | 8               | Beylikdüzü Vİ | 3               | 3                 |                 |                 |                 |
|  |            |                   |            |            |            | 8               | Beylikdüzü Vİ | 3               | 3                 |                 |                 |                 |
|  |            |                   |            |            |            |                 |               | 6               | Türk Hava Yolları | 1               | 0               |                 |
|  | 6          | Türk Hava Yolları | 2          | 3          | 3          |                 |               | 6               | Türk Hava Yolları | 1               | 0               |                 |
|  | 6          | Türk Hava Yolları | 2          | 3          | 3          |                 |               |                 |                   |                 |                 |                 |
|  | 7          | Nilüfer           | 3          | 1          | 0          |                 |               |                 |                   |                 |                 |                 |
|  | 7          | Nilüfer           | 3          | 1          | 0          | Finale 7º posto |               |                 |                   |                 |                 |                 |
|  |            |                   |            |            |            |                 |               |                 |                   |                 |                 |                 |
|  |            |                   |            |            |            |                 |               | 5               | Beşiktaş          | 1               | 2               |                 |
|  |            |                   |            |            |            |                 |               | 5               | Beşiktaş          | 1               | 2               |                 |
|  |            |                   |            |            |            |                 |               | 7               | Nilüfer           | 3               | 3               |                 |

#### Semifinali 5º posto
| Gara 1 |                             |     |                                  |
|        |                             |     |                                  |
| 10-04  | Beylikdüzü Vİ - Beşiktaş    | 3-0 | 25-21, 25-21, 25-19              |
| 10-04  | Nilüfer - Türk Hava Yolları | 3-2 | 21-25, 25-19, 24-26, 25-20, 15-9 |

| Gara 2 |                             |     |                                   |
|        |                             |     |                                   |
| 13-04  | Beşiktaş - Beylikdüzü Vİ    | 2-3 | 25-23, 18-25, 25-22, 16-25, 11-15 |
| 13-04  | Türk Hava Yolları - Nilüfer | 3-1 | 25-19, 21-25, 25-23, 25-19        |

| \| Gara 3 \| \| \| \| \| \| \| \| \| \| 16-04 \| Türk Hava Yolları - Nilüfer \| 3-0 \| 25-16, 29-27, 27-25 \| |                             |     |                     |
| Gara 3 |                             |     |                     |
| |                             |     |                     |
| 16-04 | Türk Hava Yolları - Nilüfer | 3-0 | 25-16, 29-27, 27-25 |

#### Finale 7º posto
| Gara 1 |                    |     |                            |
|        |                    |     |                            |
| 19-04  | Nilüfer - Beşiktaş | 3-1 | 24-26, 25-16, 25-18, 26-24 |

| Gara 2 |                    |     |                                   |
|        |                    |     |                                   |
| 22-04  | Beşiktaş - Nilüfer | 2-3 | 27-25, 21-25, 20-25, 25-20, 11-15 |

#### Finale 5º posto
| Gara 1 |                                   |     |                            |
|        |                                   |     |                            |
| 19-04  | Beylikdüzü Vİ - Türk Hava Yolları | 3-1 | 30-28, 25-20, 21-25, 25-21 |

| Gara 2 |                                   |     |                     |
|        |                                   |     |                     |
| 22-04  | Türk Hava Yolları - Beylikdüzü Vİ | 0-3 | 23-25, 22-25, 22-25 |

### Play-out

#### Risultati
| Primo round-robin |                         |     |                            |
|                   |                         |     |                            |
| 06-04             | Karayolları - Halkbank  | 3-0 | 25-22, 25-22, 25-18        |
| 06-04             | Aydın BB - Çanakkale    | 3-1 | 25-15, 25-21, 23-25, 25-16 |
| 07-04             | Halkbank - Aydın BB     | 1-3 | 18-25, 25-17, 20-25, 14-25 |
| 07-04             | Çanakkale - Karayolları | 1-3 | 24-26, 25-14, 18-25, 19-25 |
| 08-04             | Çanakkale - Halkbank    | 3-0 | 25-16, 25-15, 25-21        |
| 08-04             | Karayolları - Aydın BB  | 3-0 | 25-19, 25-13, 25-19        |

| Secondo round-robin |                         |     |                                   |
|                     |                         |     |                                   |
| 16-04               | Halkbank - Karayolları  | 3-2 | 25-23, 22-25, 20-25, 27-25, 15-13 |
| 16-04               | Çanakkale - Aydın BB    | 3-2 | 24-26, 25-19, 10-25, 25-21, 17-15 |
| 17-04               | Aydın BB - Halkbank     | 3-2 | 25-22, 19-25, 28-30, 25-23, 15-8  |
| 17-04               | Karayolları - Çanakkale | 3-2 | 25-17, 25-13, 20-25, 15-25, 15-8  |
| 18-04               | Halkbank - Çanakkale    | 1-3 | 17-25, 15-25, 25-19, 20-25        |
| 18-04               | Aydın BB - Karayolları  | 1-3 | 20-25, 25-22, 22-25, 18-25        |

#### Classifica
| Pos. | Squadra     | Pt tot | Pt bon | Pt | G  | V  | P  | SV | SP | Ratio | PF    | PS    | Ratio |
| ---- | ----------- | ------ | ------ | -- | -- | -- | -- | -- | -- | ----- | ----- | ----- | ----- |
| 9.   | Karayolları | 37,500 | 1,500  | 36 | 28 | 12 | 16 | 49 | 62 | 0,790 | 2 306 | 2 459 | 0,938 |
| 10.  | Aydın BB    | 30,300 | 0,300  | 30 | 28 | 9  | 19 | 44 | 63 | 0,698 | 2 184 | 2 374 | 0,920 |
| 11.  | Çanakkale   | 20,520 | 0,520  | 20 | 28 | 6  | 22 | 32 | 72 | 0,444 | 2 088 | 2 395 | 0,872 |
| 12.  | Halkbank    | 8,080  | 2,080  | 6  | 28 | 1  | 27 | 20 | 83 | 0,241 | 2 067 | 2 472 | 0,836 |

      Retrocessa in Voleybol 1. Ligi.

## Premi individuali
| Premio                 | Nome            | Squadra    |
| ---------------------- | --------------- | ---------- |
| MVP                    | Zhu Ting        | VakıfBank  |
| Miglior palleggiatrice | Cansu Özbay     | VakıfBank  |
| Miglior schiacciatrice | Tijana Bošković | Eczacıbaşı |
| Miglior centrale       | Kübra Akman     | VakıfBank  |
| Miglior libero         | Gizem Örge      | VakıfBank  |
| Rising star            | Merve Atlıer    | Eczacıbaşı |

## Classifica finale
| Pos | Squadra           | Qualificazione           |
| --- | ----------------- | ------------------------ |
|     | VakıfBank         | Champions League 2019-20 |
| 2   | Eczacıbaşı        | Champions League 2019-20 |
| 3   | Fenerbahçe        | Champions League 2019-20 |
| 4   | Galatasaray       | Coppa CEV 2019-20        |
| 5   | Beylikdüzü Vİ     | Challenge Cup 2019-20    |
| 6   | Türk Hava Yolları | BVA Cup 2019             |
| 7   | Nilüfer           |                          |
| 8   | Beşiktaş          |                          |
| 9   | Karayolları       |                          |
| 10  | Aydın BB          |                          |
| 11  | Çanakkale         | Voleybol 1. Ligi 2019-20 |
| 12  | Halkbank          | Voleybol 1. Ligi 2019-20 |

## Statistiche
| Rendimento individuale | Rendimento individuale | Rendimento individuale | Rendimento individuale |
| Pos.                   | Nome                   | Punti                  | Squadra                |
| ---------------------- | ---------------------- | ---------------------- | ---------------------- |
| 1                      | Melissa Vargas         | 622                    | Fenerbahçe             |
| 2                      | Tijana Bošković        | 515                    | Eczacıbaşı             |
| 3                      | Olesja Rychljuk        | 481                    | Beşiktaş               |
| 4                      | Andrea Drews           | 471                    | Beylikdüzü Vİ          |
| 5                      | Melis Durul            | 450                    | Çanakkale              |
| 6                      | Zhu Ting               | 425                    | VakıfBank              |
| 7                      | Hande Baladın          | 419                    | Galatasaray            |
| 8                      | Samantha Bricio        | 405                    | Fenerbahçe             |
| 9                      | Simone Lee             | 400                    | Beylikdüzü Vİ          |
| 10                     | Maryna Tumas           | 395                    | Karayolları            |

| Attacchi vincenti | Attacchi vincenti | Attacchi vincenti | Attacchi vincenti |
| Pos.              | Nome              | Punti             | Squadra           |
| ----------------- | ----------------- | ----------------- | ----------------- |
| 1                 | Melissa Vargas    | 533               | Fenerbahçe        |
| 2                 | Tijana Bošković   | 455               | Eczacıbaşı        |
| 3                 | Olesja Rychljuk   | 403               | Beşiktaş          |
| 4                 | Andrea Drews      | 397               | Beylikdüzü Vİ     |
| 5                 | Melis Durul       | 393               | Çanakkale         |
| 6                 | Zhu Ting          | 376               | VakıfBank         |
| 7                 | Hande Baladın     | 374               | Galatasaray       |
| 8                 | Autumn Bailey     | 342               | Nilüfer           |
| 8                 | Maryna Tumas      | 342               | Karayolları       |
| 10                | Simone Lee        | 339               | Beylikdüzü Vİ     |

| Muri vincenti | Muri vincenti     | Muri vincenti | Muri vincenti     |
| Pos.          | Nome              | Punti         | Squadra           |
| ------------- | ----------------- | ------------- | ----------------- |
| 1             | Yasemin Güveli    | 85            | Karayolları       |
| 2             | Dominika Sobolska | 82            | Çanakkale         |
| 3             | Aslı Kalaç        | 73            | Galatasaray       |
| 4             | Eda Erdem         | 70            | Fenerbahçe        |
| 5             | Özge Yurtdagülen  | 66            | Nilüfer           |
| 6             | Kübra Akman       | 61            | VakıfBank         |
| 7             | Ergül Avcı        | 57            | Beylikdüzü Vİ     |
| 8             | Janset Erkul      | 55            | Beşiktaş          |
| 9             | Milena Rašić      | 52            | VakıfBank         |
| 9             | Hristina Ruseva   | 52            | Türk Hava Yolları |
| 9             | Olesja Rychljuk   | 52            | Beşiktaş          |

| Battute vincenti | Battute vincenti    | Battute vincenti | Battute vincenti  |
| Pos.             | Nome                | Punti            | Squadra           |
| ---------------- | ------------------- | ---------------- | ----------------- |
| 1                | Melissa Vargas      | 63               | Fenerbahçe        |
| 2                | Samantha Bricio     | 59               | Fenerbahçe        |
| 3                | Eda Erdem           | 46               | Fenerbahçe        |
| 4                | Sabriye Gönülkırmaz | 42               | Beylikdüzü Vİ     |
| 5                | Gaila González      | 35               | Aydın BB          |
| 6                | Elif Şahin          | 34               | Karayolları       |
| 6                | Buse Ünal           | 34               | Nilüfer           |
| 8                | Autumn Bailey       | 32               | Nilüfer           |
| 9                | Andrea Drews        | 31               | Beylikdüzü Vİ     |
| 9                | Ergül Avcı          | 31               | Beylikdüzü Vİ     |
| 9                | Cursty Jackson      | 31               | Galatasaray       |
| 9                | Aslı Kalaç          | 31               | Galatasaray       |
| 9                | Arelya Karasoy      | 31               | Beşiktaş          |
| 9                | Polina Rahimova     | 31               | Türk Hava Yolları |